# Atomo di idrogeno
In meccanica quantistica l'atomo di idrogeno è uno dei più semplici sistemi studiabili in 3 dimensioni, poiché possiede un nucleo con un protone e ha un solo elettrone. È il tipico esempio di moto in campo a simmetria centrale, ed il sistema gode di notevoli proprietà di simmetria.
La massa inerziale dell'atomo di idrogeno è minore della somma della massa del protone e dell'elettrone che lo compongono, considerate separatamente, per una differenza pari alla quantità di energia negativa nascosta che deve essere fornita all'atomo per separarli, e vincere l'attrazione elettro-magnetica elettrone-protone che tiene unito l'atomo, contrastando la repulsione fra le loro masse gravitazionali.

## Hamiltoniana dell'atomo di idrogeno
Se il nucleo ha massa {\displaystyle M} e carica {\displaystyle +e} con {\displaystyle Z=1} (che è il numero atomico dell'Idrogeno) ed {\displaystyle e} è la carica dell'elettrone di massa {\displaystyle m} e carica {\displaystyle -e} che si muove in un campo coulombiano attrattivo, la sua hamiltoniana è data da:
{\displaystyle H={\frac {1}{2M}}\left(p_{x,n}^{2}+p_{y,n}^{2}+p_{z,n}^{2}\right)+{\frac {1}{2m}}\left(p_{x,e}^{2}+p_{y,e}^{2}+p_{z,e}^{2}\right)-{\frac {1}{4\pi \varepsilon _{0}}}{\frac {e^{2}}{\sqrt {(x_{n}-x_{e})^{2}+(y_{n}-y_{e})^{2}+(z_{n}-z_{e})^{2}}}}}
dove si è indicato con il pedice {\displaystyle n} le coordinate del nucleo e con il pedice {\displaystyle e} quelle dell'elettrone, con {\displaystyle \varepsilon _{0}} la costante dielettrica nel vuoto.

L'operatore hamiltoniano è quindi:
{\displaystyle {\mathcal {H}}=-{\frac {\hbar ^{2}}{2M}}\nabla _{n}^{2}-{\frac {\hbar ^{2}}{2m}}\nabla _{e}^{2}+V(|\mathbf {r} _{e}-\mathbf {r} _{n}|)}
dove {\displaystyle \nabla ^{2}} è il laplaciano:
{\displaystyle \nabla ^{2}={\frac {\partial ^{2}}{\partial x^{2}}}+{\frac {\partial ^{2}}{\partial y^{2}}}+{\frac {\partial ^{2}}{\partial z^{2}}}}
Secondo la teoria della meccanica quantistica, l'equazione di Schrödinger dipendente dal tempo:
{\displaystyle {\mathcal {H}}\Psi (\mathbf {r} ,t)=i\hbar {\frac {\partial \Psi (\mathbf {r} ,t)}{\partial t}}}
ammette soluzioni del tipo:
{\displaystyle \Psi ({\vec {r}},t)=\psi ({\vec {r}})\cdot e^{-iEt/\hbar }}
dove l'esponenziale è dato dall'evoluzione temporale della funzione d'onda {\displaystyle \psi ({\vec {r}})}, soluzione dell'equazione di Schrödinger indipendente dal tempo:
{\displaystyle {\mathcal {H}}\psi ({\vec {r}})=E\psi ({\vec {r}})}

## Separazione del moto del centro di massa e moto relativo
L'hamiltoniana che descrive il sistema composto da elettrone e protone non è separabile, cioè non può essere scomposta in più problemi unidimensionali, essendo il potenziale dipendente dalla differenza tra le posizioni dei due corpi. Diventa necessario ridurre il problema dei due corpi a due problemi distinti ad un corpo disaccoppiati, uno che descrive il moto libero del centro di massa e l'altro che descrive il moto relativo, il quale è determinato da un potenziale relativo che dipende solo dalla distanza dal baricentro, ed è pertanto un potenziale centrale.
Per fare ciò si introducono le coordinate:
{\displaystyle {\vec {R}}_{CM}={\frac {M{\vec {R}}+m_{e}{\vec {r}}_{e}}{M+m_{e}}}}
{\displaystyle {\vec {r}}={\vec {r}}_{e}-{\vec {R}}}
rispettivamente del centro di massa e del moto relativo, in cui {\displaystyle {\vec {R}}} è la coordinata del nucleo ed {\displaystyle {\vec {r}}_{e}} dell'elettrone.

Introducendo la massa ridotta:
{\displaystyle \mu ={\frac {Mm}{M+m}}}
il nuovo operatore hamiltoniano diventa:
{\displaystyle {\mathcal {H}}=-{\frac {\hbar ^{2}}{2(M+m)}}\nabla _{CM}^{2}-{\frac {\hbar ^{2}}{2\mu }}\nabla ^{2}+V(x,y,z)}
Il primo termine dell'hamiltoniana rappresenta l'energia cinetica del centro di massa, che dipende dalla sola coordinata {\displaystyle {\vec {R}}_{CM}}, il secondo termine rappresenta l'energia cinetica della massa ridotta ed il terzo termine l'energia potenziale coulombiana cui è soggetta la massa ridotta. Il secondo ed il terzo termine dipendono solo dalla coordinata {\displaystyle {\vec {r}}}, pertanto si è riuscito a scomporre l'hamiltoniana in un moto di particella libera ed un moto determinato da un potenziale centrale, entrambi facilmente risolvibili.
Usando le coordinate del centro di massa è quindi possibile fattorizzare la soluzione dell'equazione di Schrödinger in una funzione d'onda del centro di massa e una funzione d'onda della massa ridotta:
{\displaystyle \psi ({\vec {r}}_{CM},{\vec {r}})=\phi (x_{CM},y_{CM},z_{CM})\cdot \phi (x,y,z)}

### Equazione del moto del centro di massa
L'equazione per il moto del centro di massa si ricava dalla relativa equazione di Schrödinger
{\displaystyle {\mathcal {H_{cm}}}\phi ({\vec {r}}_{cm})=E_{cm}\phi ({\vec {r}}_{cm})}
con
{\displaystyle {\mathcal {H_{cm}}}=-{\frac {\hbar ^{2}}{2(M+m)}}\nabla _{cm}^{2}}
La soluzione generale di questa equazione è quella della particella libera:
{\displaystyle \phi _{cm}=Ae^{i{\vec {k}}{\vec {r}}_{cm}}+Be^{-i{\vec {k}}{\vec {r}}_{cm}}}
cioè un'onda piana con energia
{\displaystyle E_{cm}={\frac {\hbar ^{2}k^{2}}{2(M+m)}}}
dove {\displaystyle k} è il vettore d'onda.

### Equazione del moto relativo
L'equazione di Schrödinger del moto relativo dei due corpi è
(2){\displaystyle \left(-{\frac {\hbar ^{2}}{2\mu }}\nabla ^{2}+V(x,y,z)\right)\phi (x,y,z)=E\phi (x,y,z)}
Poiché il potenziale {\displaystyle V} è sferico, possiamo utilizzare le coordinate sferiche, il nuovo operatore hamiltoniano diventa:
(3){\displaystyle {\mathcal {H}}=-{\frac {\hbar ^{2}}{2\mu }}\left[{\frac {1}{r^{2}}}{\frac {\partial }{\partial r}}\left(r^{2}{\frac {\partial }{\partial r}}\right)+{\frac {1}{r^{2}\sin \theta }}{\frac {\partial }{\partial \theta }}\left(\sin \theta {\frac {\partial }{\partial \theta }}\right)+{\frac {1}{r^{2}\sin ^{2}\theta }}{\frac {\partial ^{2}}{\partial \varphi ^{2}}}\right]+V(r)}
Questa equazione può essere facilmente trattata se si riconsidera il momento angolare orbitale {\displaystyle {\mathcal {L}}} in coordinate sferiche:
(4){\displaystyle {\mathcal {L}}^{2}=-\hbar ^{2}\left[{\frac {1}{\sin \theta }}{\frac {\partial }{\partial \theta }}\left(\sin \theta {\frac {\partial }{\partial \theta }}\right)+{\frac {1}{\sin ^{2}\theta }}{\frac {\partial ^{2}}{\partial \varphi ^{2}}}\right]}
Così possiamo riscrivere l'equazione di Schrödinger per la particella singola come:
(5){\displaystyle \left(-{\frac {\hbar ^{2}}{2\mu }}\left[{\frac {1}{r^{2}}}{\frac {\partial }{\partial r}}\left(r^{2}{\frac {\partial }{\partial r}}\right)-{\frac {{\mathcal {L}}^{2}}{\hbar ^{2}r^{2}}}\right]+V(r)\right)\phi (r,\theta ,\varphi )=E\phi (r,\theta ,\varphi )}
La soluzione di questa equazione può essere ulteriormente fattorizzata, separando la parte radiale dalla parte angolare
(6){\displaystyle \phi (r,\theta ,\varphi )=R(r)\cdot \Theta (\theta )\cdot \Phi (\varphi )}
in cui la parte angolare è rappresentata dalle armoniche sferiche:
{\displaystyle Y_{lm}(\theta ,\varphi )=\Theta _{lm}(\theta )\cdot \Phi (\varphi )}
che sono autofunzioni simultanee della proiezione {\displaystyle {\mathcal {L}}_{z}} del momento angolare orbitale lungo l'asse z e di {\displaystyle {\mathcal {L}}^{2}}, dove i pedici {\displaystyle l} ed {\displaystyle m} rappresentano numeri quantici angolare e magnetico.
La soluzione completa è allora:
(7){\displaystyle \phi (r,\theta ,\varphi )=R_{E,l}(r)\cdot Y_{lm}(\theta ,\varphi )}

#### Equazione radiale
La parte radiale è un'equazione unidimensionale della singola particella di massa ridotta {\displaystyle \mu } che si muove in un potenziale efficace. Per trovare la sua espressione si scrive l'equazione di Schrödinger radiale
(8){\displaystyle \left(-{\frac {1}{2\mu }}\left[{\frac {\hbar ^{2}}{r^{2}}}{\frac {d}{dr}}\left(r^{2}{\frac {d}{dr}}\right)-{\frac {l(l+1)\hbar ^{2}}{r^{2}}}\right]+V(r)\right)R_{E,l}(r)=E\cdot R_{E,l}(r)}
dove {\displaystyle l(l+1)\hbar ^{2}} sono gli autovalori del momento angolare orbitale {\displaystyle {\mathcal {L}}}. Si vede che {\displaystyle R_{E,l}} dipende anche da {\displaystyle l} ma non da {\displaystyle m}, infatti non compare l'operatore {\displaystyle {\mathcal {L}}_{z}}.
L'equazione radiale (8) si può quindi riscrivere
(9){\displaystyle \left(-{\frac {\hbar ^{2}}{2\mu }}\left[{\frac {1}{r}}{\frac {d}{dr}}\left(r{\frac {d}{dr}}\right)+{\frac {1}{r}}{\frac {d}{dr}}\right]+V_{eff}\right)R_{E,l}(r)=E\cdot R_{E,l}(r)}
dove con
{\displaystyle V_{eff}={\frac {l(l+1)\hbar ^{2}}{2\mu r^{2}}}-{\frac {1}{4\pi \varepsilon _{0}}}{\frac {e^{2}}{r}}}
si indica il potenziale efficace; il primo termine è il potenziale centrifugo. Introducendo le variabili adimensionali:
{\displaystyle \lambda ={\frac {1}{\sqrt {-2{\frac {\mu E}{\hbar ^{2}}}}}}}
e
{\displaystyle \rho ={\frac {2r}{\lambda }}}
allora l'equazione radiale (9) si riscrive più semplicemente:
(10){\displaystyle {\frac {d^{2}R_{E,l}}{d\rho ^{2}}}+{\frac {2}{\rho }}{\frac {dR_{E,l}}{d\rho }}+\left[-{\frac {l(l+1)}{\rho ^{2}}}+{\frac {\lambda }{\rho }}-{\frac {1}{4}}\right]R_{E,l}(\rho )=0}
Per risolvere questa equazione vediamo il comportamento asintotico.
Per {\displaystyle \rho \to 0} abbiamo:
(11){\displaystyle {\frac {d^{2}R}{d\rho ^{2}}}+{\frac {2}{\rho }}{\frac {dR}{d\rho }}-{\frac {l(l+1)}{\rho ^{2}}}R=0}
e cerchiamo le soluzioni della forma:
(12){\displaystyle R(\rho )=C\cdot \rho ^{s}}
che sostituite nella (11) danno l'equazione:
(13){\displaystyle s(s-1)+2s-l(l+1)=0\ }
cioè una soluzione:
{\displaystyle s_{1}=-(l+1)\ }
che non è accettabile perché conduce ad una autofunzione divergente nell'origine, e una soluzione
{\displaystyle s_{2}=l\ }
quindi:
(14){\displaystyle R(\rho )\simeq \rho ^{l}\,\,\,\,\rho \to 0}
Per {\displaystyle \rho \to \infty } abbiamo che la (10) diventa:
(15){\displaystyle {\frac {d^{2}R}{d\rho ^{2}}}-{\frac {1}{4}}R=0}
con soluzione immediata:
(16){\displaystyle R(\rho )=e^{\pm \rho /2}}
di cui solo la soluzione con il segno negativo è accettabile perché l'altra soluzione diverge invece di andare a zero. Quindi unendo la (14) e la (15) per la soluzione asintotica abbiamo:
(17){\displaystyle R(\rho )=\rho ^{l}\cdot e^{-\rho /2}\omega (\rho )}
dove {\displaystyle \omega (\rho )} è una funzione da determinare che vada a infinito non più rapidamente di una potenza di {\displaystyle \rho } e deve essere finita nell'origine.
Per cercare la funzione {\displaystyle \omega (\rho )} sostituiamo nella (10) la (17) ed eseguiamo le derivate:
{\displaystyle {\frac {dR}{d\rho }}=\rho ^{l-1}\cdot e^{-\rho /2}\left[l\omega -{\frac {1}{2}}\rho \omega +\rho \omega '\right]}
{\displaystyle {\frac {d^{2}R}{d\rho ^{2}}}=\rho ^{l-2}\cdot e^{-\rho /2}\left[\rho ^{2}\omega ''+(2l-\rho )\rho \omega '+\left(l(l-1)-l\rho +{\frac {1}{4}}\rho ^{2}\right)\omega \right]}
e otteniamo l'equazione per {\displaystyle \omega (\rho )}:
(18){\displaystyle \rho \omega ''+(2l+2-\rho )\omega '+(\lambda -l-1)\omega =0\ }
Cerchiamo una soluzione per serie cioè poniamo:
(19){\displaystyle \omega (\rho )=\sum _{k=0}^{\infty }a_{k}\rho ^{k}}
e sostituiamo nella (18) per determinare i coefficienti {\displaystyle a_{k}}:
{\displaystyle \sum _{k=0}^{\infty }\left[a_{k+1}k(k+1)+(2l+2)(k+1)a_{k+1}-ka_{k}+(\lambda -l-1)a_{k}\right]\rho ^{k}=0}
e questa equazione è soddisfatta solo se:
{\displaystyle a_{k+1}={\frac {k-\lambda +l+1}{(k+1)(k+2l+2)}}a_{k}}
Il comportamento asintotico all'infinito di questa equazione ricorsiva è:
{\displaystyle {\frac {a_{k+1}}{a_{k}}}\sim {\frac {1}{k}}}
per cui possiamo scrivere:
{\displaystyle a_{k+1}\simeq {\frac {a_{0}}{k!}}}
e così finalmente la soluzione per {\displaystyle \omega (\rho )}:
(20){\displaystyle \omega (\rho )=\sum _{k=0}^{\infty }a_{k}\rho ^{k}\simeq a_{0}\sum _{k=0}^{\infty }{\frac {\rho ^{k}}{k!}}\simeq a_{0}e^{\rho }}
La condizione trovata non soddisfa però la condizione all'infinito perché la (20) non risulta normalizzabile. A meno che {\displaystyle (\lambda -k-l-1)} non sia un numero intero positivo o nullo, in tal caso infatti la serie si interrompe quando e {\displaystyle \omega (\rho )} diventa un polinomio di grado {\displaystyle (\lambda -l-1)}. Cioè abbiamo la condizione:
{\displaystyle \lambda =n\geq l+1}

##### Spettro energetico
Il simbolo n della precedente equazione è un numero intero non negativo che classifica i livelli energetici: esso rappresenta il numero quantico principale. Ricordando la definizione di {\displaystyle \lambda } vediamo che le energie vengono classificate per ogni {\displaystyle n=1,2,\cdots }:
(21){\displaystyle E_{n}=-{\frac {\mu e^{4}}{2(4\pi \varepsilon _{0})^{2}\hbar ^{2}n^{2}}}=-{\frac {E_{ha}}{2}}{\frac {\mu }{m_{e}}}{\frac {1}{n^{2}}}}
dove {\displaystyle E_{ha}} è l'energia di Hartree. Lo spettro dell'atomo di idrogeno è quindi discreto, e il livello fondamentale è:
{\displaystyle E_{1}=-{\frac {E_{ha}}{2}}=-13.6\,\,eV}
I livelli successivi si avvicinano all'aumentare di {\displaystyle n}. Inoltre si vede che il numero quantico {\displaystyle l} è sottoposto alla condizione:
{\displaystyle l=0,1,\cdots ,n-1}
Si vede che inoltre i livelli di energia sono caratterizzati solo dal numero quantico {\displaystyle n} e quindi vi è una degenerazione sia sui valori di {\displaystyle l} che di {\displaystyle m}. La degenerazione in {\displaystyle l} si chiama degenerazione accidentale ed è caratteristica solo del campo coulombiano (Vettore di Lenz). La degenerazione rispetto al numero quantico {\displaystyle m} è invece una  degenerazione essenziale, dovuta alla simmetria centrale, per la quale tutte le direzioni sono uguali dal punto di vista energetico. Si hanno così {\displaystyle n^{2}} stati degeneri. Infine, introducendo la componente funzionale di spin ed applicando il principio di esclusione di Pauli, gli stati degeneri diventano {\displaystyle 2n^{2}}

##### Soluzione radiale
La soluzione radiale può essere rappresentata mediante i polinomi di Laguerre che rappresentano i polinomi ottenuti interrompendo la serie per {\displaystyle \omega (\rho )}:
(18){\displaystyle \rho \omega ''+(2l+2-\rho )\omega '+(n-l-1)\omega =0\ }

ha soluzione:
{\displaystyle \omega (\rho )=L_{n-l-1}^{2l+1}(\rho )}
quindi la soluzione radiale per l'atomo di idrogeno:
{\displaystyle R_{E,l}(r)=R_{nl}(r)=\rho ^{l}\cdot e^{-\rho /2}\omega (\rho )=N_{n,l}\rho ^{l}\cdot e^{-\rho /2}L_{n-l-1}^{2l+1}(\rho )}
dove
{\displaystyle \rho ={\frac {2\mu re^{2}}{4\pi \varepsilon _{0}\hbar ^{2}n}}={\frac {2r}{na_{B}}}} ed {\displaystyle a_{B}=4\pi \varepsilon _{0}\hbar ^{2}/(\mu e^{2})}
è il raggio di Bohr modificato rispetto ad
{\displaystyle a_{B}^{0}=4\pi \varepsilon _{0}\hbar ^{2}/(m_{e}e^{2})}
in cui si sta considerando la massa ridotta {\displaystyle \mu } e non la massa effettiva dell'elettrone {\displaystyle m_{e}} ed {\displaystyle N_{nl}} è una costante di normalizzazione. Quest'ultima si trova tramite la condizione di normalizzazione:
{\displaystyle \int _{0}^{\infty }\,r^{2}|R_{n,l}(r)|^{2}dr=1}
In definitiva:
{\displaystyle R_{nl}(r)=a_{B}^{-3/2}{\frac {2}{n^{2}}}{\sqrt {\frac {(n-l-1)!}{(n+l)!}}}\left({\frac {2r}{na_{B}}}\right)^{l}\cdot e^{-r/na_{B}}\cdot L_{n-l-1}^{2l+1}\left({\frac {2r}{na_{B}}}\right)}
Le prime soluzioni radiali dell'atomo di idrogeno sono:
{\displaystyle R_{10}(r)=2a_{B}^{-3/2}\cdot e^{-r/a_{B}}}
{\displaystyle R_{20}(r)={\frac {1}{2{\sqrt {2}}}}a_{B}^{-3/2}\cdot \left(2-{\frac {r}{a_{B}}}\right)\cdot e^{-r/2a_{B}}}
{\displaystyle R_{21}(r)={\frac {1}{2{\sqrt {6}}}}a_{B}^{-3/2}\cdot {\frac {r}{a_{B}}}\cdot e^{-r/2a_{B}}}
{\displaystyle R_{30}(r)=2(3\cdot a_{B})^{-3/2}\left[1-{\frac {2r}{3a_{B}}}+{\frac {2r^{2}}{27a_{B}^{2}}}\right]\cdot e^{-r/3a_{B}}}
{\displaystyle R_{31}(r)={\frac {4{\sqrt {2}}}{9}}(3\cdot a_{B})^{-3/2}\left[{\frac {r}{a_{B}}}-{\frac {r^{2}}{6a_{B}^{2}}}\right]\cdot e^{-r/3a_{B}}}
{\displaystyle R_{32}(r)={\frac {2{\sqrt {2}}}{27{\sqrt {5}}}}(3\cdot a_{B})^{-3/2}\left({\frac {r}{a_{B}}}\right)^{2}\cdot e^{-r/3a_{B}}}

## Soluzione completa
La soluzione completa della funzione d'onda dell'atomo di idrogeno è:
{\displaystyle \psi _{n,l,m}=R_{nl}(r)\cdot Y_{lm}(\theta ,\varphi )}
dove {\displaystyle R_{n,l}(r)} sono le funzioni radiali e {\displaystyle Y_{lm}(\theta ,\varphi )} sono le armoniche sferiche. Poiché abbiamo visto che il numero quantico principale può prendere {\displaystyle n=1,2,\cdots ,\infty }, il numero quantico azimutale {\displaystyle l=0,1,\cdots ,n-1} ed il numero quantico magnetico {\displaystyle m=-l,-l+1,\cdots ,l} e questi tre numeri quantici definiscono completamente la funzione d'onda, in accordo con l'interpretazione probabilistica della funzione d'onda l'integrale:
{\displaystyle r^{2}|R_{nl}(r)|^{2}=P(r)\ }
fornisce la probabilità che l'elettrone si trovi nella posizione {\displaystyle r} dal centro di massa. Ma vi è anche:
{\displaystyle \sin(\theta )|Y_{lm}(\theta ,\varphi )|^{2}=P(\theta ,\varphi )}
che è la probabilità che l'elettrone si trovi in un certo punto dello spazio identificato dagli angoli {\displaystyle \theta } e {\displaystyle \varphi }. Graficando {\displaystyle P(r)} si possono facilmente vedere quali siano i raggi tipici delle orbite dell'elettrone intorno al nucleo (in realtà dovremmo dire più probabili) e in effetti possiamo calcolare:
{\displaystyle \langle r^{k}\rangle =\int _{0}^{\infty }dr\,r^{2+k}|R_{nl}|^{2}}
dalla quale:
{\displaystyle \langle r\rangle ={\frac {a_{B}}{2}}(3n^{2}-l(l+1))}
dalla quale vediamo ancora una volta la dipendenza quadratica dal numero {\displaystyle n}, e la dipendenza dal numero {\displaystyle l} che non è prevista dal calcolo di Bohr per le orbite {\displaystyle r=n^{2}a_{B}}.

## Correzioni all'equazione di Schrödinger
A causa di effetti dovuti alla relatività ristretta ed allo spin dell'elettrone si introducono delle correzioni all'hamiltoniana per l'elettrone:
{\displaystyle H_{0}={\frac {p^{2}}{2m}}-{\frac {Ze^{2}}{4\pi \varepsilon _{0}r}}}
Le correzioni sono delle perturbazioni rispetto ad {\displaystyle H_{0}}
{\displaystyle H=H_{0}+H_{1}+H_{2}+H_{3}\ }
dove
- {\displaystyle H_{1}=-{\frac {p^{4}}{8m^{3}c^{2}}}\;\;} è la correzione relativistica all'energia cinetica,

- {\displaystyle H_{2}={\frac {1}{2m^{2}c^{2}r}}{\frac {dV}{dr}}{\vec {L}}\cdot {\vec {S}}\;\;} è il termine di spin-orbita o spin-orbitale, dovuta all'introduzione dello spin o meglio alla sua interazione con il momento angolare orbitale,

- {\displaystyle H_{3}={\frac {\pi \hbar ^{2}}{2m^{2}c^{2}}}\left({\frac {Ze^{2}}{4\pi \varepsilon _{0}}}\right)\delta (r)\;\;} è il termine di Darwin.

### Effetto Zeeman
A queste correzioni va aggiunto il termine di interazione magnetica cioè l'interazione con il momento magnetico di spin, in definitiva:
{\displaystyle H={\frac {\mathbf {p} ^{2}}{2m}}-{\frac {Ze^{2}}{4\pi \varepsilon _{0}r}}+H_{1}+H_{2}+H_{3}-\mathbf {\mu } \cdot \mathbf {B} }
In generale però i termini che riguardano la correzione relativistica dell'hamiltoniano e quello di Darwin sono piccoli rispetto agli altri. Usando la teoria delle perturbazioni indipendenti dal tempo si può risolvere l'equazione di Schrödinger con approssimazioni di tipo diverso almeno per quanto riguarda i termini con campo magnetico. Innanzitutto vediamo come sono trattabili le prime tre correzioni all'hamiltoniano.